# Erica ventricosa
Erica ventricosa är en ljungväxtart som beskrevs av Carl Peter Thunberg. Erica ventricosa ingår i släktet klockljungssläktet, och familjen ljungväxter. Utöver nominatformen finns också underarten E. v. meyeriana.

## Bildgalleri

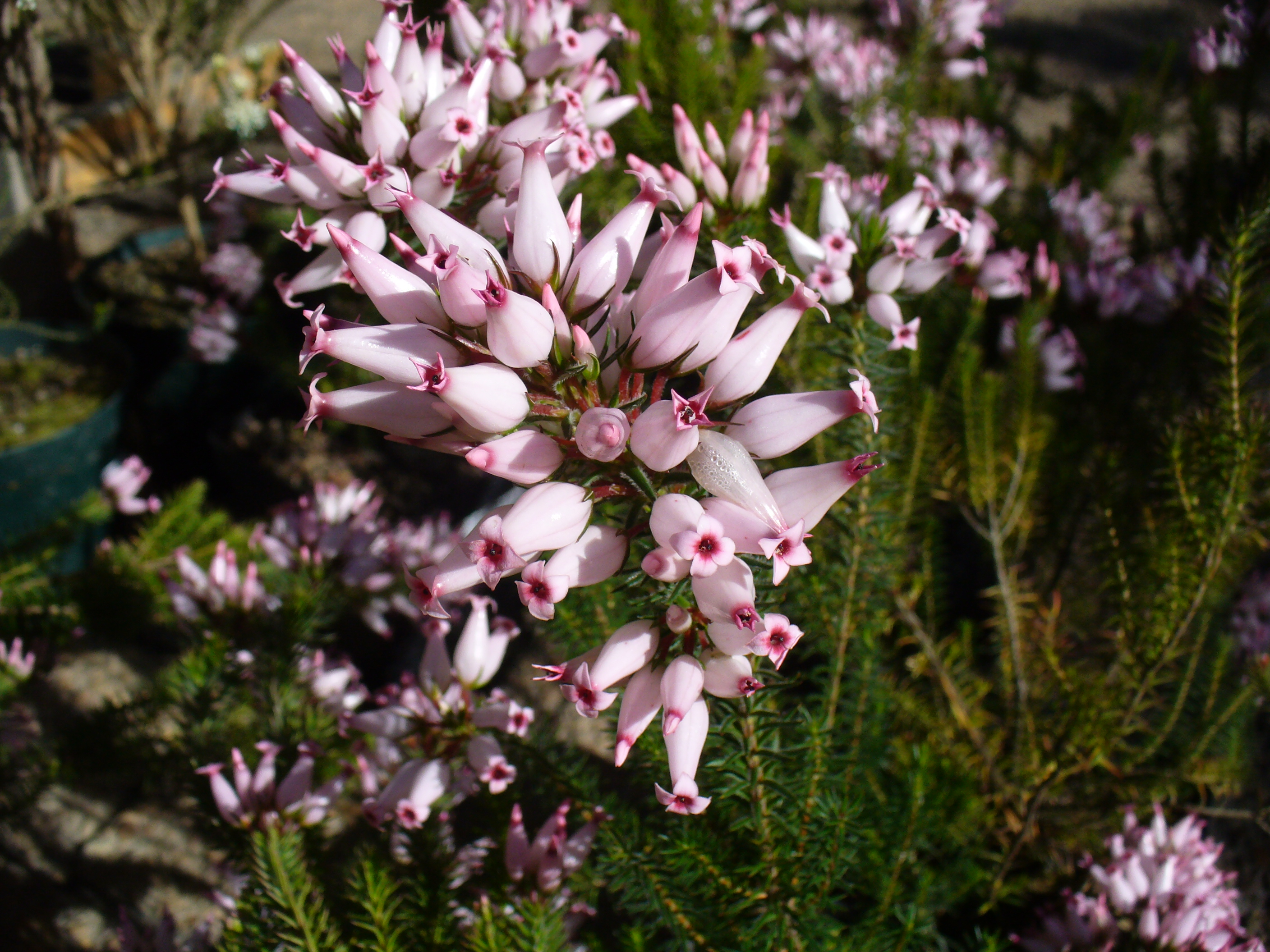
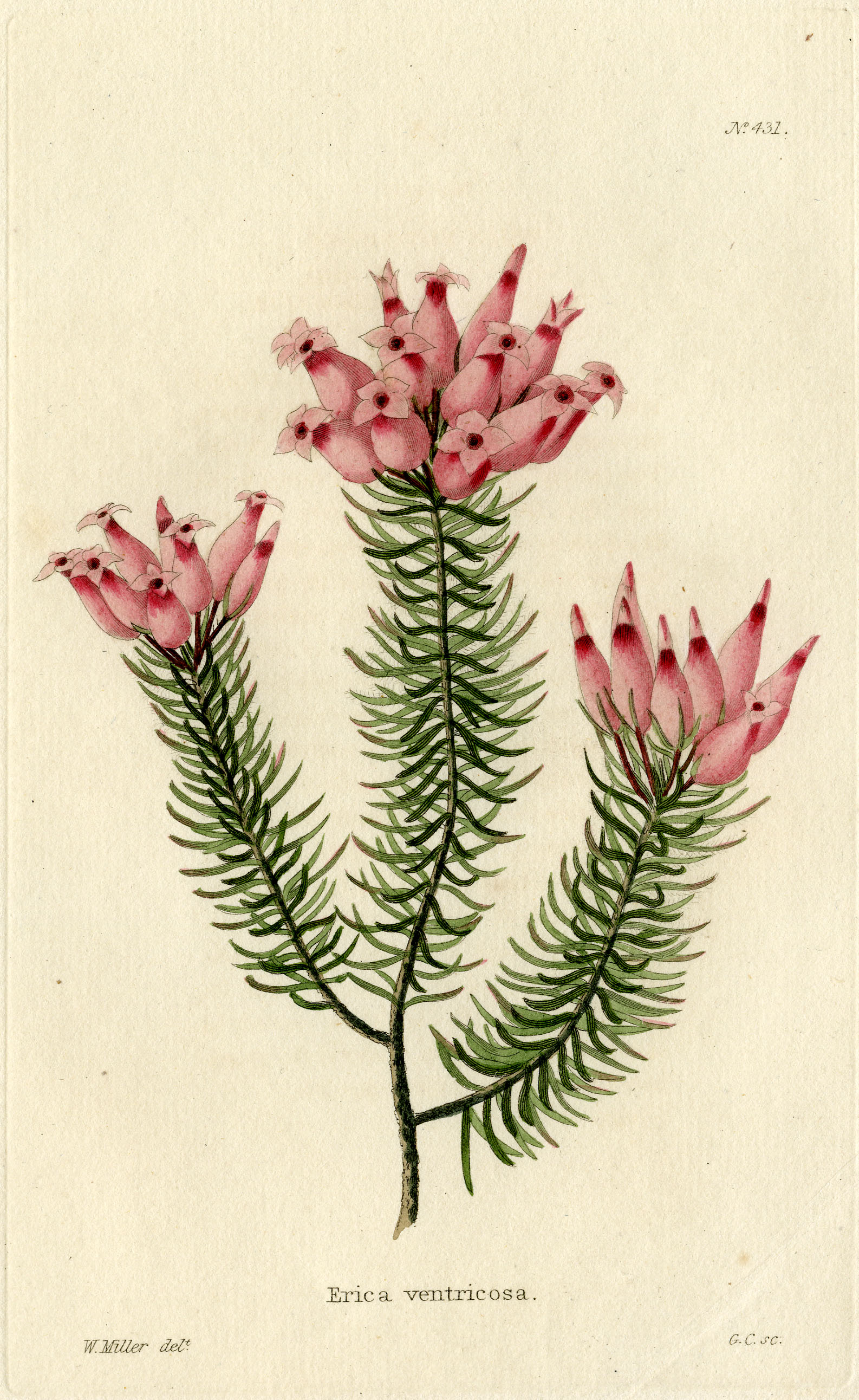